# El tiempo del descuento
El tiempo del descuento fue un programa de telerrealidad producido por Zeppelin TV y emitido en Telecinco entre el 12 de enero y el 16 de febrero de 2020. En él, varios concursantes de Gran Hermano VIP volvieron a la casa de Guadalix de la Sierra para, aparte de convivir, superar el pasado y luchar juntos para solucionar sus rencillas y optar por el premio final de 30.000 euros. Además, el espacio tuvo una mecánica similar al formato anterior, con pruebas semanales, pruebas de jefe de la casa, nominaciones y expulsiones, etc.

## El tiempo del descuento(2020)
- 12 de enero de 2020 - 16 de febrero de 2020 (35 días)

La cancelación de la segunda edición de Gran Hermano Dúo debida a la fuga de anunciantes por el Caso Carlota Prado tuvo como consecuencia que Telecinco no dispusiera de un reality show de convivencia en directo a comienzos de 2020. Así, a causa del éxito de la séptima edición de Gran Hermano VIP, Mediaset España y Zeppelin TV pusieron en marcha El tiempo del descuento en enero de 2020, donde se reuniría a varios de los exconcursantes de dicha edición con el fin de resolver sus conflictos. Esta, que prescindiría de la marca Gran Hermano por la polémica previamente indicada, también sería presentada por Jorge Javier Vázquez y ofrecería la señal 24 horas a través de la plataforma online de pago Mitele Plus, donde también comenzarían las galas a las 21:30 con media hora de contenido exclusivo. Además, desde la segunda semana, el access prime time de los lunes y los miércoles contaría con un programa resumen sobre la última hora de lo sucedido en la casa llamado Más tiempo del descuento, presentado por Núria Marín.

### Concursantes
|                      |                    | Procedencia | Edad                           | Conocido/a por ser...                  | Cuentas pendientes con... | Duración      | Información |
| -------------------- | ------------------ | ----------- | ------------------------------ | -------------------------------------- | ------------------------- | ------------- | ----------- |
|                      | Gianmarco Onestini | Bolonia     | 23 años                        | Modelo y concursante de realities      | Adara                     | 35 días       | Ganador     |
| Kiko Jiménez         | Jaén               | 27 años     | Tronista de MyHyV              | Estela y Antonio David                 | 35 días                   | 2.º finalista |             |
| Anabel Pantoja       | Sevilla            | 33 años     | Sobrina de Isabel Pantoja      | Audiencia                              | 35 días                   | 3.ª finalista |             |
| Pol Badía            | Barcelona          | 25 años     | Concursante de Gran Hermano 17 | Maestro Joao                           | 35 días                   | 4.º finalista |             |
| Maestro Joao         | Madrid             | 55 años     | Vidente                        | Pol                                    | 28 días                   | 7.ª expulsión |             |
| Dinio                | Barcelona          | 47 años     | Expareja de Marujita Díaz      | Adara                                  | 28 días                   | 6.ª expulsión |             |
| El Cejas             | Magaluf            | 18 años     | Rapero                         | Nuria y Hugo                           | 21 días                   | 5.ª expulsión |             |
| Estela Grande        | Madrid             | 25 años     | Mujer de Diego Matamoros       | Kiko                                   | 21 días                   | 4.ª expulsión |             |
| Nuria Martínez       | Barcelona          | 29 años     | Amiga de Omar Montes           | Cejas y audiencia                      | 14 días                   | 3.ª expulsión |             |
| Hugo Castejón        | Asturias           | 47 años     | Expareja de Marta Sánchez      | Adara, Cejas y Kiko                    | 14 días                   | 2.ª expulsión |             |
| Antonio David Flores | Málaga             | 44 años     | Exmarido de Rocío Carrasco     | Gianmarco, Kiko y Adara                | 7 días                    | 1.ª expulsión |             |
| Adara Molinero       | Madrid             | 26 años     | Concursante de Gran Hermano 17 | Gianmarco, Hugo, Dinio y Antonio David | 7 días                    | Visita        |             |

### Estadísticas semanales
|               | Gala 1 | Gala 2   | Gala 2                 | MTDD* 1  | Gala 3                                                             | Gala 3                            | MTDD* 3  | Gala 4                                                                      | Gala 4                         | MTDD* 5  | Gala 5                                      | Gala 5                                        | Final                                 | Final                        | Final                |
| ------------- | ------ | -------- | ---------------------- | -------- | ------------------------------------------------------------------ | --------------------------------- | -------- | --------------------------------------------------------------------------- | ------------------------------ | -------- | ------------------------------------------- | --------------------------------------------- | ------------------------------------- | ---------------------------- | -------------------- |
| Gianmarco     | Entra  | Nominado | Salvado                | Salvado  | Salvado                                                            | Exento                            | Salvado  | Inmune                                                                      | Exento                         | Inmune   | Nominado                                    | Finalista                                     | Finalista                             | Finalista                    | Ganador              |
| Kiko          | Entra  | Inmune   | Exento                 | Inmune   | Nominado                                                           | Salvado                           | Salvado  | Salvado                                                                     | Exento                         | Nominado | Nominado                                    | Finalista                                     | Finalista                             | Finalista                    | 2.º Fin.             |
| Anabel        | Entra  | Salvada  | Exenta                 | Nominada | Salvada                                                            | Exenta                            | Nominada | Nominada                                                                    | Salvada                        | Nominada | Nominada                                    | Finalista                                     | Finalista                             | 3.ª Fin.                     |                      |
| Pol           | Entra  | Salvado  | Exento                 | Nominado | Nominado                                                           | Salvado                           | Nominado | Nominado                                                                    | Salvado                        | Nominado | Nominado                                    | Finalista                                     | 4.º Fin.                              |                              |                      |
| Joao          | Entra  | Salvado  | Exento                 | Salvado  | Salvado                                                            | Exento                            | Salvado  | Salvado                                                                     | Exento                         | Salvado  | Nominado                                    | Expulsado                                     |                                       |                              |                      |
| Dinio         | Entra  | Inmune   | Exento                 | Inmune   | Nominado                                                           | Salvado                           | Nominado | Nominado                                                                    | Salvado                        | Nominado | Expulsado                                   |                                               |                                       |                              |                      |
| Cejas         | Entra  | Salvado  | Exento                 | Salvado  | Nominado                                                           | Salvado                           | Salvado  | Nominado                                                                    | Expulsado                      |          |                                             |                                               |                                       |                              |                      |
| Estela        | Entra  | Nominada | Salvada                | Salvada  | Nominada                                                           | Salvada                           | Nominada | Expulsada                                                                   |                                |          | Invitada                                    | Invitada                                      |                                       |                              |                      |
| Nuria         | Entra  | Salvada  | Exenta                 | Nominada | Nominada                                                           | Expulsada                         |          |                                                                             |                                |          | Invitada                                    | Invitada                                      |                                       |                              |                      |
| Hugo          | Entra  | Nominado | Salvado                | Nominado | Expulsado                                                          |                                   |          |                                                                             |                                |          |                                             |                                               |                                       |                              |                      |
| A. David      | Entra  | Nominado | Expulsado              |          |                                                                    |                                   |          |                                                                             |                                |          |                                             |                                               |                                       |                              |                      |
| Adara         | Entra  | Visita   |                        |          |                                                                    |                                   |          |                                                                             |                                |          | Invitada                                    | Invitada                                      |                                       |                              |                      |
|               |        |          |                        |          |                                                                    |                                   |          |                                                                             |                                |          |                                             |                                               |                                       |                              |                      |
| Eliminados    |        |          | A. David 60%           |          | Hugo 64%                                                           | Nuria 58,4%                       |          | Estela Más votada                                                           | Cejas Más votado               |          | Dinio 75%                                   | Joao 50,1%                                    | Pol 0.5%                              | Anabel 19%                   | Kiko 25%             |
| No eliminados |        |          | Hugo 40% Estela Anabel |          | Anabel 36% Nuria Menos votada (Entre 3) Pol Menos votado (Entre 4) | Cejas Dinio Estela Kiko Pol 41,6% |          | Dinio Menos votado Anabel Menos votada (Entre 3) Pol Menos votado (Entre 4) | Anabel Dinio Pol Menos votados |          | Kiko 25% Anabel Pol Menos votados (Entre 4) | Anabel Gianmarco 49.9% Kiko Pol Menos votados | Anabel Gianmarco Kiko Másvotados99,5% | Gianmarco Kiko Másvotados81% | Gianmarco Más votado |

- Más tiempo del descuento

### Presentadores
Los presentadores de esta edición son:
- Jorge Javier Vázquez: Galas semanales.
- Núria Marín: Más tiempo del descuento.

### Episodios y audiencias

#### Galas
| Fecha      | Día     | Características del programa                            | Audiencia         |
| ---------- | ------- | ------------------------------------------------------- | ----------------- |
| 12/01/2020 | Domingo | Entrada de los concursantes                             | 2 182 000 (18,1%) |
| 19/01/2020 | Domingo | Abandono de Adara / Expulsión de Antonio David          | 2 056 000 (16,5%) |
| 26/01/2020 | Domingo | Visita de Mila Ximénez / Expulsión de Hugo y Nuria      | 2 122 000 (17,1%) |
| 02/02/2020 | Domingo | Expulsión de Estela y el Cejas                          | 2 198 000 (18,4%) |
| 09/02/2020 | Domingo | Expulsión de Dinio y Joao                               | 2 272 000 (18,5%) |
| 16/02/2020 | Domingo | Ganador: Gianmarco / 2.º: Kiko / 3.ª: Anabel / 4.º: Pol | 2 335 000 (19,5%) |

#### Más tiempo del descuento
| Fecha      | Día       | Características del programa               | Audiencia         |
| ---------- | --------- | ------------------------------------------ | ----------------- |
| 20/01/2020 | Lunes     | Nominación de Anabel, Hugo, Nuria y Pol    | 1 972 000 (10,9%) |
| 22/01/2020 | Miércoles | Salvación de Pol                           | 2 192 000 (12,0%) |
| 27/01/2020 | Lunes     | Nominación de Anabel, Dinio, Estela y Pol  | 2 078 000 (11,8%) |
| 29/01/2020 | Miércoles | Salvación de Pol                           | 1 976 000 (11,2%) |
| 03/02/2020 | Lunes     | Nominación de Anabel, Dinio, Kiko y Pol    | 2 021 000 (11,7%) |
| 05/02/2020 | Miércoles | Salvación de Anabel y Pol                  | 1 871 000 (10,9%) |
| 10/02/2020 | Lunes     | Última hora de la visita de Adara y Estela | 2 072 000 (11,9%) |
| 12/02/2020 | Miércoles | Última hora de los finalistas              | 2 031 000 (11,5%) |

## PalmarésEl tiempo del descuento
| Edición                 | Fecha | Ganador            | Subcampeón   | Tercera        |
| ----------------------- | ----- | ------------------ | ------------ | -------------- |
| El tiempo del descuento | 2020  | Gianmarco Onestini | Kiko Jiménez | Anabel Pantoja |

## Audiencias
| Edición                 | Programas | Fecha de emisión | Cadena    | Espectadores | Share |
| ----------------------- | --------- | ---------------- | --------- | ------------ | ----- |
| El tiempo del descuento | 6         | 2020             | Telecinco | 2 194 000    | 18,0% |